# Recinário
Recinário (em latim: Rhecinarius) foi um oficial bizantino do século VI, ativo durante o reinado do imperador Justiniano (r. 527–565). Aparece em 544, quando foi enviado a Edessa para tentar restabelecer as negociações com o xá Cosroes I (r. 531–579), que estava sitiando a cidade. Intercedeu pelos sitiados, solicitando que uma trégua fosse acordada, mas pediu que o xá esperasse três dias pelo emissário da cidade, Martinho, que estava doente. Cosroes, contudo, não acreditando em Recinário, preparou-se à batalha.